# لودوفيك كليمنت
لودوفيك كليمنت (9 مايو 1986 بأندورا - ) هو لاعب كرة قدم أندوري في مركز الوسط. شارك مع منتخب أندورا لكرة القدم. أما مع النوادي، فقد لعب مع نادي أندورا لكرة القدم وCE Manresa ‏ وFC Encamp ‏.

## وصلات خارجية
- لودوفيك كليمنت على موقع الاتحاد الدولي (مؤرشف)  (الإنجليزية)
- لودوفيك كليمنت على موقع الاتحاد الأوربي (الإنجليزية)
- لودوفيك كليمنت على موقع قاعدة بيانات كرة القدم.إي يو (الإنجليزية)
- لودوفيك كليمنت على موقع ناشيونال فوتبول تيمز (الإنجليزية)
- لودوفيك كليمنت على موقع Soccerway.com (الإنجليزية)
- لودوفيك كليمنت على موقع عالم كرة القدم.نت (الإنجليزية)